# Brattön

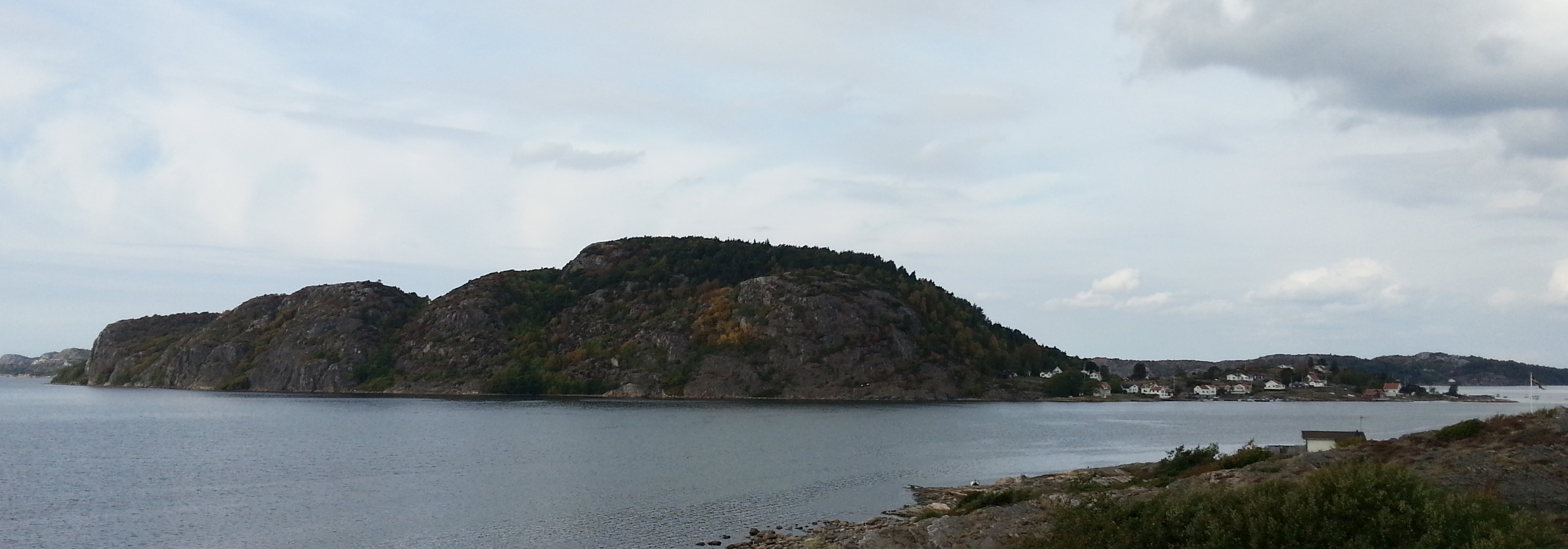
Brattön sedd från Rörtången på Bohusläns fastland.

Brattön är en ö med  ett fåtal fastboende i Kungälvs kommun i södra Bohuslän. 

## Historik
Brattön ligger i Solberga socken i den södra delen av Hakefjorden, nära öarna Lövön och Älgön. Högsta punkten på Brattön — 131 meter över havet — kallas för ”Blåkullen” (Blåkulla) och är enligt gammal lokal folktro en plats där häxor samlades. Under häxprocesserna i Bohuslän under 1600-talet bekände ett 40-tal personer, att de besökt Blåkullen. På Blåkullen fanns före 1658 en vårdkase, som ingick i det norska vårdkasesystemet. År 1913 gjordes försök med fiskodlingar på ön, då karp och sutare planterades in i dammar. Odlingen lades dock ned efter några år.
Under tidsperioden 1906-1947 fanns en skola på Brattön, och fram till 1971 fanns även en affär på ön. År 1917 hade ön 142 fastboende, men det har sedan minskat, särskilt efter andra världskriget. År 2023 fanns det sex fastboende på ön.
Nästan hela ön ingår i Brattöns naturreservat. Såväl Brattön som intilliggande Älgön består av den hårda grönstensarten gabbro, vilket förklarar hur öarna kunnat stå emot inlandsisar och vittring.
Brattön trafikeras av en passagerarfärja från Rörtången på fastlandet omkring 250 meter österut från ön.
Från Brattön härstammar prästsläkten Brattgård.